# Állam

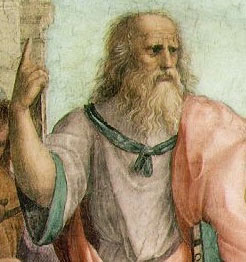
Platón (itt Raffaello festményén) megírta az ideális államról szóló elképzeléseit Politeia című művében

Az állam az egyik alapvető fogalma számos különböző tudományágnak, mint a jogtudomány és ezen belül a nemzetközi jog, a politikatudomány, a szociológia, a történettudomány, vagy a földrajz. Ebből, valamint a világnézeti, ideológiai különbségekből következően számos eltérő meghatározása létezik, kutatása az államelmélet tárgyát képezi. A 19. századtól kialakultak az önálló államtudományok is, amelyek tárgya az állami tevékenység, az állami élet számos különböző aspektusa (alkotmányjog, közigazgatási jog, államgazdaságtan, statisztika, alkotmánytörténet és mások).
Az állam alapvető, legszélesebb körben elfogadott meghatározása: emberek meghatározott földterületen élő csoportjának közös kormányzattal valamint belső és külső szuverenitással rendelkező közössége, jelentős, de (a többi állam szerepe miatt) viszonylagos önállósággal rendelkező társadalmi szervezet. Feladata az adott társadalmi és gazdasági viszonyok rendszerének lényegi fenntartása, a külső védelem biztosítása, a társadalom szervezése, irányítása és vezetése.

## További meghatározások
Georg Jellinek neves német államjogász a 19. század végén fogalmazta meg azt az elméletét, amely szerint az állam három legfontosabb alkotórésze a szervezett emberi csoport, az általa elfoglalt földterület, és a működőképes hatalmi szervezet. Az állam későbbi, részletesebb meghatározásai általában mind ezekből a tényezőkből indultak ki.

### Az állam, mint a nemzetközi jog alanya
A nemzetközi jog akkor vesz tudomást az államról, amikor annak létezése már tény, keletkezési folyamata befejeződött, azaz az állam valamennyi fogalmi eleme ténylegesen létrejött.
Az állam fogalmi elemei a nemzetközi szokásjog, valamint a montevideói egyezmény (1933) alapján a következők:
- állandó népesség kialakulása
- azonosítható, meghatározott földrajzi terület (territorialitás elve)
- a népesség és a terület felett hatalmat gyakorló kormány létezése (intézményrendszer)
- képesség arra, hogy más államokkal kapcsolatba lépjen.

Fontos, de nem elengedhetetlen feltétele az állam létezésének a többi állam jogi (de jure) vagy gyakorlati (de facto) elismerése.

### Társadalomtudományi meghatározásai
Az állam szociológiai megfogalmazásai közül a legelfogadottabb Max Weber meghatározása, mely szerint az állam az az intézmény, amely egy meghatározott területen belül rendelkezik a fizikai erő legitim használatának monopóliumával, azaz kizárólagosan alkalmazhatja a fegyveres erőket, az állami bürokráciát, a bíróságokat és a rendőrséget. Max Weber meghatározásán túlmenően a különböző társadalmi ideológiák további meghatározásokat alkalmaznak:
- A liberalizmus szerint az állam fő feladata az egyének szabadságának védelmezése. Ebben a szellemben szükséges, de korlátozott szerepű intézmény.
- A marxizmus szerint az állam az osztálytársadalmakban az uralkodó osztály eszköze hatalma fenntartására; a szocialista forradalom után az állam szerepe fokozatosan megszűnik, mint intézmény elhal.[6][7]

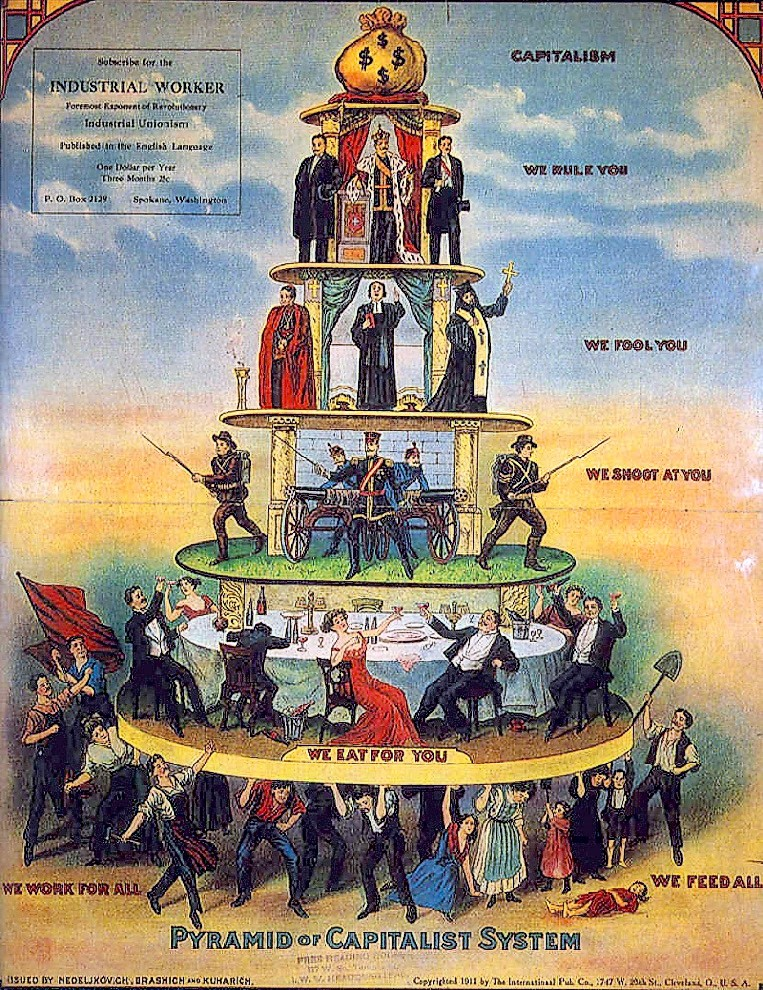
Antikapitalista plakát 1911-ből

- Az anarchizmus szerint az állam az uralkodó osztály eszköze a tömegek erőszakos kizsákmányolására az adózás, a bérmunka kötelezettsége révén. Az uralkodó osztály a hatalom központi gyakorlásával elnyomja a tömegek és egyének önrendelkezésének lehetőségét. Az állam eredendően erkölcstelen, szükségtelen, káros, ezért el kell törölni.[8][9] Több keresztény anarchista, mint Jacques Ellul is, az államot A jelenések könyve fenevadjával azonosította.[10][11]

### Az állam mint földrajzi fogalom
Földrajzi szempontból az állam és az ország fogalma egybeesik. Az állam fogalmának a kezdetektől része az állandó jelleggel a hatalmában tartott földterület. Az államok a történelem folyamán stratégiai okokból folyamatosan törekedtek természetes földrajzi határok biztosítására. Az államhatárok pontos megvonására a legtöbb esetben csak a 19. századtól került sor.

## A szó etimológiája
A magyar nyelvben az állam szó a nyelvújítás alkotása, valószínűleg az áll ige úgynevezett „koholt képzős” származékaként hozták létre. Egy ideig konkurált a latin status fordításaként keletkezett álladalom szóval, majd átvette annak helyét. Nemzetközileg számos indoeurópai és más nyelvben is a latin status (jelentése: helyzet, állapot) szóból ered a megfelelő kifejezés. Machiavelli volt az első aki elkezdte ezt a szót használni, mint az állam megjelölését.

## Az államok kialakulása

### Az első államok létrejötte
Az államok létrejöttének eredeti formája az ősi emberi csoportok társadalommá, állammá szerveződésének történelmi folyamata. Ugyancsak eredeti keletkezési módja az államoknak az uratlan területek benépesülése és ott önálló állam létrehozása. Az első államok körülbelül 5500 évvel ezelőtt jöttek létre, összefüggésben a városok fejlődésével, az írás feltalálásával és a tételes vallások megjelenésével.

### Új államok kialakulásának lehetőségei meglévő államokból
A történelem során számos módon alakultak ki új államok a meglévőekből, és ez a folyamat soha nem zárult le. Az államok ilyen keletkezésének lehetséges módjai a következők:
- több állam, vagy meglévő államok egyes részeinek összeolvadása új állammá;
- egy állam egyes részeinek elszakadása és új állam kikiáltása;
- egy meglévő állam több részre szakadása, több új állam keletkezése egy régebbi helyén.

Az új államok már a keletkezés tényével a nemzetközi jogosultságok és kötelezettségek alanyai lehetnek, azonban a tényleges nemzetközi kapcsolatok létrejöttének alapfeltétele a hallgatólagos vagy kifejezett elismerés más államok részéről. A diplomáciai elismerés hatékonyan segíti az új államok kapcsolatainak fejlődését a meglévő államokkal, de nem szükséges feltétele az államként történő (hallgatólagos) elismerésnek.

## Az államok szerkezete
Az államuk szuverenitásuk alapján szabadon döntenek belső szerkezetükről, politikai és közigazgatási földrajzi tagolásukról. Szerkezetük szerint az államok sokfélék lehetnek, annak függvényében, hogy a milyen részegységekből állnak, és megosztják-e és mennyiben közös szuverenitásuk egy részét ezekkel a részegységeikkel. Történelmileg két vagy több állam között gyakran különböző társulási formák jöttek létre. Ilyenek voltak a perszonálunió és a reálunió. Ma az összetett államok két fő típusa a szövetségi állam (föderáció) és az államszövetség (konföderáció). A konföderációban részt vevő egységek önállósága nagyobb, a föderáció viszont szorosabb együttműködést feltételez. A társulási formák között sokféle átmenet létezik, és az egyes államszervezeti megoldások idővel változnak is. Belgium föderális államszerkezete például sok államjogi szakértő szerint már közelít a konföderációhoz.
A társulási formák tényleges megvalósulása, a társult államok közötti együttműködés mélysége, akár a társulás elnevezésétől függetlenül is, jelentősen különbözhet. Svájc hivatalos neve több nyelven is Svájci Konföderáció, de a gyakorlatban az államalkotó kantonok együttműködése – legalább az 1847-es Sonderbund-háború óta – ennél szorosabb, a föderáció jegyeit viseli magán.
Formailag, elnevezése szerint például a függetlenségük egy részét megőrző államok szövetsége, uniója, azaz föderáció volt a Szovjetunió és Jugoszlávia is. A Szovjetuniónak emellett két tagállama, Ukrajna és Belarusz, önállóan is az ENSZ tagja volt, így az államoknak ezt a szövetségét konföderációnak is lehetett tekinteni. Az Orosz Föderáció a Szovjetunión belül is föderatív állam volt, azaz föderáció a föderációban. Mind a Szovjetunióban, mint Jugoszláviában a szövetségen belüli földrajzi határokat is úgy húzták meg, hogy mindegyik tagállamnak legyen külső határa, ezzel mintegy hangsúlyozva azt, hogy lehetőségük van az államszövetség elhagyására. A gyakorlatban azonban mindkét országban erősen központosított hatalmi rendszer működött, leginkább csak a tagállamok különböző nyelveihez kapcsolódó kulturális vonatkozásokban érvényesült bizonyos tagállami önállóság.
Az az állam, amelynek nincsenek legalább részleges államisággal rendelkező részegységei, az egységes állam, ritkán használt latin kifejezéssel unitárius (vagy még ritkábban unitáris) állam. Az ilyen állam szerkezetét is bonyolíthatja, ha esetleg azon belül autonóm terület létezik.
A rendszerezés nehézségeit és az elnevezések viszonylagosságát jelzi, hogy az Egyesült Királyság egységes, „unitárius” államnak tartja magát, ugyanakkor négy országból áll: Anglia, Észak-Írország, Skócia és Wales, amelyek nyilvánvalóan rendelkeznek az államiság bizonyos, mégpedig jelentős attribútumaival.

## Az államhatalom részei
A három hatalmi ág:
- törvényhozó hatalom (Magyarországon az Országgyűlés)
- végrehajtó hatalom (kormány)
- bírói hatalom (bíróságok)

Az újkor kezdetén vált el egymástól a három hatalmi ág, ez lett a modern demokráciák működésének alapelve – melynek lényege, ha három közül kettő egy kézben van, az önkényuralmat szül. Például, ha a végrehajtó hatalom a maga kedve szerint változtatja meg a törvényeket, vagy a befolyása alá vonja az igazságszolgáltatást.
A magyar állam működésében fontos szerepet játszik:
- a köztársasági elnök
- az Alkotmánybíróság
- az ombudsmanok, vagy más néven országgyűlési biztosok
- az Állami Számvevőszék
- a Magyar Nemzeti Bank
- a Magyar Honvédség
- a Magyar Ügyészség
- az önkormányzatok

## Az állam feladatai
Az állam feladata a közjó szolgálata. Ennek megvalósításakor egyféle kiegyenlítő szerepet is betölt, amikor az egyes csoportok érdekeit védve az erkölcs és az igazságosság talaján a közjóra törekszik.
- Stabilizálás:

- a gazdaság működőképességének fenntartása

közintézmények fenntartása: a gazdaság vagy piac számára fontos, de az államon kívül más nem tudja vagy nem akarja működtetni
- közüzemi hálózat (áram, vízellátás stb.)
- tömegközlekedés

pénzügyi szabályozás (például infláció ellenőrzése)
- társadalmi rend fenntartása, törvényekkel és rendfenntartó szervekkel (bíróság, rendőrség)

állampolgári jogok biztosítása, pl.:
- az élethez való jog
- a tulajdon védelmének biztosítása
- a munkához való jog

- Elosztás: társadalmi működés és fejlődés biztosítása, méltányossági juttatások a rászorulóknak

- feladatok bevételi forrásainak biztosítása (adók, illetékek és járulékok)
- a közoktatásügyi rendszer biztosítása
- a közegészségügyi rendszer biztosítása
- a szociális segélyezés

- munkanélküli segély
- nyugdíj

- Külső védelem biztosítása: hadsereg

### Az állam gazdasági szerepe

A modern állam helye a gazdaságban

Az állam, kialakulásától fogva, nagy hatással van az uralma alatt álló területek gazdaságára. A modern állam gazdasági tevékenysége magában foglalja összes intézményének és regionális szervezetének (önkormányzati, regionális és szövetségi intézmények) gazdasági jellegű ténykedését.
A közgazdaságtan a gazdaság fontos szereplőjének, a gazdaságpolitika hordozójának tartja az államot, amelynek a gazdasági szabályozás, a strukturális gazdaságpolitika és a folyamatok szabályozása révén biztosítania kell a gazdasági rendszer működését.
Az állam gazdaságpolitikájának megfelelően, kisebb vagy nagyobb mértékben, beavatkozik a reálgazdasági folyamatokba:
- áruk és szolgáltatások előállításával, vásárlásával és értékesítésével
- adók, illetékek és vámok beszedésével
- a szociális transzfer révén az arra rászorulók anyagi támogatásával.

Az állami és az üzleti szektor közötti határvonal gyakran nem világos. Az állam gazdasági tevékenységének mélysége és kiterjedése nagyban függ a szuverén állam által választott gazdasági rendszertől (az államszocializmustól a liberális gazdaságpolitikáig), valamint az aktuális gazdaságpolitikától.

## Az államok hanyatlása, a bukott állam
A történelem során gyakran, de a jelenben is előfordul, hogy egy-egy állam külső vagy belső csapások alatt összeomlik, és nem tudja teljesíteni alapvető feladatait. Ha egy állam eljut nehézségeinek erre a fokára, akkor a tudomány „bukott államnak” (angolul failed state) nevezi.
A bukott állam jellemzői:
- Nem képes ellenőrzése alatt tartani teljes területét.
- A lakosság egy része nem fogadja el az államhatalmat, nem teljesíti annak rendeleteit.
- Az állam nem képes ellátni alapvető feladatait, garantálni a közbiztonságot, biztosítani a közszolgáltatásokat.
- Az erőszak állami monopóliuma megtört, az államtól független fegyveres erők, szervezetek tevékenykednek az országban.

## Állam és kormányzási formák, politikai rendszerek
- Autokrácia (egyeduralom, önkényuralom)
- Despotizmus
- Monarchia (királyság, császárság stb.)
- Oligarchia
- Diktatúra
- Demokrácia (köztársaság) – a népszuverenitáson alapul
- Teokrácia

## Számuk
Jelenleg 193 elismert állam van a világon. Az alábbi államokat nem minden ország ismeri el: 
- Nemzetközileg elismert állam, de egy vagy több állam nem ismeri el:

 Izrael,  Kína,  Észak-Korea,  Dél-Korea,  Ciprus,  Vatikán
- Nemzetközileg el nem ismert de facto országok :

 Koszovó,  Szomáliföld,  Kínai Köztársaság,  Nyugat-Szahara,  Észak-Ciprus,  Palesztina,  Abházia,  Dél-Oszétia,  Hegyi-Karabah Köztársaság,  Dnyeszter Menti Köztársaság
- Nemzetközileg elismert független országok listája

## Fordítás
- Ez a szócikk részben vagy egészben  a   Staat című német Wikipédia-szócikk ezen változatának fordításán alapul.  Az eredeti cikk szerkesztőit annak laptörténete sorolja fel. Ez a jelzés csupán a megfogalmazás eredetét és a szerzői jogokat jelzi, nem szolgál a cikkben szereplő információk forrásmegjelöléseként.
- Ez a szócikk részben vagy egészben  a   State (polity) című angol Wikipédia-szócikk ezen változatának fordításán alapul.  Az eredeti cikk szerkesztőit annak laptörténete sorolja fel. Ez a jelzés csupán a megfogalmazás eredetét és a szerzői jogokat jelzi, nem szolgál a cikkben szereplő információk forrásmegjelöléseként.